# Vision Divine (álbum)
Vision Divine es el primer álbum de estudio de la banda homónima de power metal Italiana, Vision Divine. El lanzamiento del disco fue el año 1999.

## Temas
1. «New Eden»
2. «On the Wings of the Storm»
3. «Black Mask of Fear»
4. «Exodus»
5. «The Whisper»
6. «Forgotten Worlds» (instrumental)
7. «Vision Divine»
8. «The Final Countdown» (cover de Europe)
9. «The Miracle»
10. «Forever Young»
11. «Of Light and Darkness»

## Créditos
- Olaf Thorsen - Guitarra
- Fabio Lione - Vocalista
- Andrea 'Tower' Torricini - Bajo
- Andrea DePaoli  - Teclados
- Mat Stancioiu - Batería